# Вилюй (автодорога)
Федеральная автомобильная дорога А331 «Вилюй» — автомобильная дорога федерального значения, которая соединяет Иркутскую область и Якутию. Маршрут трассы проходит из Тулуна Иркутской области через Братск, Усть-Кут, Мирный с конечной точкой в Якутске. Длина трассы составляет до 3 тыс. км. В настоящее время существуют участки будущей трассы от Тулуна до Усть-Кута (бывшая Р419), от Мирного до Якутска, остальные участки — преимущественно по зимникам. Асфальтовое покрытие есть только на участке Якутск — Бердигестях и на небольших участках в Горном, Вилюйском, Нюрбинском и Мирнинском районах.

## Значение
Дорога «Вилюй» должна связать труднодоступные районы Якутии и севера Иркутской области с сетью федеральных автодорог, обеспечив круглогодичное транспортное сообщение, выход к крупным городам, а также подъезды к месторождениям полезных ископаемых (вдоль маршрута разрабатываются углеводородные месторождения, а также находится крупнейшее в мире месторождение калийных солей — Непский свод).

## История создания
С XIX века между городами и поселками Якутии и Иркутской области существовал почтовый тракт (местами труднопроходимая тропа или подобие дороги), по которому осуществлялось в основном верховое движение, кое-где можно было передвигаться на собачьей, оленьей упряжке и редко на повозке в основном в зимнее время. Эта дорога была проложена от Якутска до Вилюйска. После революции было решено привести Вилюйский тракт в приемлемое для проезда состояние.
Однако, из-за отсутствия денег осуществить это не удалось (только на отдельных участках появились похожие на что-то дороги).
В 1936 году был осуществлен первый пробный автопробег Якутск-Вилюйск, чтобы определить пригодность прежнего Вилюйского тракта к автомобильному движению. С тех пор на будущей трассе появились так называемые «автозимники».
После Великой Отечественной войны трасса строилась с переменным успехом. Первая её часть — 1184 километра шоссе «Вилюй» от Мирного до Якутска сданы в круглогодичную эксплуатацию в октябре 2005 года.

## Маршрут
В Иркутской области по состоянию на 2009 год точно определён только начальный отрезок Тулун — Братск — Усть-Кут — Верхнемарково, на котором уже существуют региональная и местная автодороги. На территории Якутии существует шесть возможных вариантов маршрута (нумерация не совпадает с официальной):
1. от Верхнемаркова на северо-восток полностью вдоль русла Лены с пересечением административной границы Якутии в районе посёлка Витим, далее через Ленск и Мирный;
2. от Верхнемаркова по руслу Лены — до района реки Ичеры (Киренский район) — село Преображенка Катангского района — Ербогачён — далее на восток до Мирного;
3. от Верхнемаркова вдоль Восточного нефтепровода (чуть севернее) без заездов в населённые пункты до пересечения административной границы с Якутией в районе посёлка Витим, далее через Ленск и Мирный;
4. от Верхнемаркова по направлению маршрута № 3 с петлёй — заездом в село Непа;
5. по маршруту существующего зимника Усть-Кут — Мирный: Верхнемарково — Бур — Непа — Преображенка — административная граница с Якутией — далее на восток до Мирного;
6. Верхнемарково — Бур — Непа — Преображенка — Ербогачён —административная граница с Якутией — далее на восток через Тас-Юрях до Мирного.

В декабре 2009 года руководитель Федерального дорожного агентства Анатолий Чабунин заявил, что федеральный центр поддерживает прохождение трассы по маршруту, отмеченному здесь под № 5, на котором настаивала Иркутская область.
По территории Якутии дорога будет идти вдоль реки Вилюй — отсюда название трассы, по маршруту существовавшей ранее региональной трассы «Вилюй»: Мирный — Якутск.
Автодорога также пересекает Объездное шоссе в городе Якутск.

## Строительство
Автодорога «Вилюй» — совместный проект Якутии и Иркутской области. Администрациями обоих регионов лоббируется включение проекта в федеральную целевую программу «Модернизация транспортной системы России в 2010—2015 годах». Предполагается, что строительство и реконструкция будут финансироваться из федерального бюджета. В частности, действующие участки местных автодорог уже переданы в федеральную собственность.
На 2009 год строительные работы ведутся на начальном участке. В 2009—2011 годах планируется построить:
- 50 км пути на участке от Тулуна до Братска;
- 110 км — от Братска до Усть-Кута;
- 130 км — от Усть-Кута до Верхнемаркова.

Кроме того, до 2014 года на участке от Тулуна до Верхнемаркова планируется перестроить несколько мостов для повышения их грузоподъёмности.
24 августа 2015 завершён капитальный ремонт и открыто движение по мосту через реку Кюндяе вблизи села Эльгяй.

## Существующие участки
Ныне существующие участки трассы находятся на отрезках:
- Тулун — Усть-Кут (бывшая Р419);
- Усть-Кут — Верхнемарково (местная дорога);
- Мирный — Якутск (из-за наличия 4 переправ через Вилюй сквозное движение в весеннее и осеннее межсезонье невозможно).

Зимой движение между Верхнемарковом и Мирным возможно по зимнику Усть-Кут — Мирный (соответствует приоритетному варианту новой трассы), в летнее время между Усть-Кутом (порт Осетрово) и Ленском действуют паромы.

### Тулун — Усть-Кут
Участок Тулун — Усть-Кут (ранее Р419) начинается в Тулуне, выездом в северном направлении. На участке от Тулуна до поворота на с. Большеокинское Братского района дорога двухполосная, асфальтированная. На протяжении более 30 км (участок между отворотами на с. Калтук, так называемое «полукольцо») дорога выложена бетонными плитами. После поворота на с. Большеокинское до Братска проложены две независимые полосы по два ряда каждая, асфальтированы. От Братска до Усть-Кута дорога двухполосная, имеет по одному ряду в каждом направлении.
Сервисная инфраструктура слабо развита. Автозаправочные станции находятся в каждом населённом пункте, однако на участке Братск — Усть-Кут они встречаются редко. Крупный ремонт на станциях техобслуживания возможен только в Тулуне, Братске, Железногорске-Илимском (15 км от трассы; отворот от Хребтовой), Усть-Куте.

#### Населённые пункты, географические объекты
Тулунский район:
0 км — Тулун
Выезд с магистрали Р255 «Сибирь» в северном направлении
Братский район:
194 км — поворот на Вихоревку; возможно в перспективе — на Чунский и Тайшет
225 км — Братск
Трасса в обход Центрального округа города
Поворот на аэропорт, г. Усть-Илимск, г. Кодинск.
244 км — Падун, Энергетик (жилые районы Падунского округа г. Братска)
Плотина Братского водохранилища (река Ангара)
254 км — Гидростроитель, Осиновка (жилые районы Правобережного округа г. Братска)
Нижнеилимский район:
364 км — Видим
410 км — мост через реку Илим (Усть-Илимское водохранилище)
454 км — Хребтовая
повороты на Железногорск-Илимский (Ю), Новую Игирму, Рудногорск (С)
480 км — Семигорск
Усть-Кутский район:
Опасный участок — единственный на трассе «тёщин язык» через несколько километров после границы района.
520 км — Ручей
530 км — Янталь
578 км — Усть-Кут
Существует объездная трасса в обход большинства районов города
Поворот на Звёздный; до Киренска (через Небель) и Северобайкальска.

### Усть-Кут — Верхнемарково
Участок Усть-Кут — Верхнемарково начинается соответственно в Усть-Куте выездом в северо-восточном направлении (вдоль русла Лены). Имеет гравийное покрытие.
Станции техобслуживания, гостиницы, иной сервис — только в Усть-Куте. АЗС во всех населённых пунктах.

#### Населённые пункты
0 км — Усть-Кут
32 км — Подымахино, Казарки
138 км — Верхнемарково

### Верхнемарково—Мирный
На 2009 год участок является зимником. Начинается в Верхнемарково выездом на север, проходит через Катангский район Иркутской области и завершается в Мирном.
Сервисная инфраструктура практически неразвита. АЗС на большем протяжении участка отсутствуют. Населённые пункты очень редки.

#### Населённые пункты
Иркутская область:
Верхнемарково
выезд в северном направлении
Бур
Непа
Преображенка
Тас-Юрях
Мирный
на север — Удачный (630 км) и Полярный (640 км)
на восток — Алмазный (5 км), далее до Сунтара, Вилюйска, Якутска
на юг — Ленск (220 км)

### Мирный—Якутск
Участок начинается на развилке дорог в 16 км к юго-востоку от Мирного, выездом в восточном направлении в сторону Алмазного. Проходит через Сунтар, Нюрба, Верхневилюйск, Вилюйск, Бердигестях и заканчивается в Якутске. Круглогодичное сообщение на участке возможно только условно, так как отсутствуют 4 моста через Вилюй (летом действуют паромные переправы, зимой — ледовые; в межсезонье сквозное сообщение невозможно); По данным 2009 года в некоторых местах во время проливных дождей полотно дороги (как ранее в случае с автодорогой «Лена») превращалось в болото.. На 2022 год круглогодичное сквозное движение возможно от Якутска до Верхневилюйска.
Другое традиционное название дороги — Вилюйский тракт. В 2007 г. дорога передана в федеральное управление и образовано ФГУ «Упрдор „Вилюй“».
- 24 августа 2015 завершён капитальный ремонт и открыто движение по мосту через реку Кюндяе вблизи села Эльгяй.[4][5]
- В ноябре 2019 года мостовики сдали в эксплуатацию три моста с подходами: один через реку Марха — длиной 560 м, и два через реку Мар — по 55 м и 34 м.
- В августе 2019 года было завершено асфальтирование 180-километрового участка от Якутска до села Бердигестях[8].

#### Населённые пункты, географические объекты
20 км — Алмазный
115 км — Крестях
пересечение Вилюя
208 км — Сунтар
пересечение Вилюя
259 км — Эльгяй
304 км — Шея
370 км — Нюрба
пересечение Вилюя
418 км — Маар
пересечение реки Тюкян. В октябре 2020 года открыт мост, ранее была переправа зимой по льду, летом — понтонный мост, в межсезонье ходил паром
490 км — Хоро (ранее под названием Булгунняхтах)
пересечение Вилюя переправа зимой по льду, летом ходят паромы
508 км — Верхневилюйск
594 км — Вилюйск
669 км — Хампа
864 км — Орто-Сурт
956 км — Асыма
986 км — Бердигестях
975 км — Магарас
1072 км — Якутск
5 сентября 2023 года президент России В. В. Путин в режиме видеоконференции провёл совещание по вопросам реализации программы развития дальневосточных городов — Анадыря, Магадана и Якутска, в ходе которого распорядился начать строительство Ленского моста, для соединения автодороги Вилюй с федеральными автодорогами «Лена» и «Колыма».